# Kōta Nakayama
Kōta Nakayama (japanisch 中山 昂大 Nakayama Kōta; * 6. Juli 2002 in der Präfektur Saitama) ist ein japanischer Fußballspieler.

## Karriere
Kōta Nakayama erlernte das Fußballspielen in der Jugend von Ōmiya Ardija sowie in der Universitätsmannschaft der Tōyō-Universität. 2024 wurde er von der Universität an seinen Jugendverein Ōmiya Ardija ausgeliehen. Der Verein aus Ōmiya-ku spielte in der dritten Liga, der J3 League. In der Liga kam er nicht zum Einsatz. 2024 bestritt er für Ōmiya Ardija zwei Spiele im Ligapokal. Am Ende der Saison 2024 feierte er mit dem Verein die Drittligameisterschaft und den Aufstieg in die zweite Liga. Nach der Ausleihe wurde er von Ardija am 1. Februar 2025 fest unter Vertrag genommen. Sein Erstligadebüt gab er am 22. Februar 2025 (2. Spieltag) im Heimspiel gegen Ventforet Kofu. Bei dem 1:0-Erfolg wurde er in der 74. Minute für Yūta Toyokawa eingewechselt.

## Erfolge
Ōmiya Ardija
- Japanischer Drittligameister: 2024